# (2736) Ops
(2736) Ops es un asteroide que forma parte del cinturón de asteroides y fue descubierto por Edward L. G. Bowell desde la Estación Anderson Mesa, en Flagstaff, Estados Unidos, el 23 de julio de 1979.

## Designación y nombre
Ops fue designado inicialmente como 1979 OC.
Posteriormente se nombró por Ops, una diosa de la mitología romana.

## Características orbitales
Ops orbita a una distancia media de 2,29 ua del Sol, pudiendo acercarse hasta 2,095 ua y alejarse hasta 2,486 ua. Tiene una inclinación orbital de 7,46 grados y una excentricidad de 0,08541. Emplea en completar una órbita alrededor del Sol 1266 días.

## Características físicas
La magnitud absoluta de Ops es 13,1 y está asignado al tipo espectral Xc de la clasificación SMASSII.